# Rhoda Broughton
Rhoda Broughton (Denbigh, 29 de noviembre de 1840 – Headington Hill, 5 de junio de 1920) fue una novelista británica, sobrina de Sheridan Le Fanu.

## Biografía
Rhoda Broughton nació en Denbigh, en el norte de Gales. Su padre era el reverendo Delves Broughton. Desarrolló su gusto por la literatura, especialmente poesía, siendo una chica joven. Su tío Sheridan le Fanu era un autor famoso, y quedó satisfecho con la primera novela de Rhoda y la ayudó a que se publicase. Sus primeras dos novelas aparecieron en 1867 en su Dublin University Magazine. Le Fanu fue también quien le presentó al editor Richard Bentley, quien rechazó su primera novela al considerarla impropia, pero aceptó la segunda.
Más tarde, después de haber hecho que ella alargase su primer esfuerzo para encajar en la forma popular de tres tomos y adaptarlo a lo que se creía que era el gusto del público, también él le publicó el que había rechazado primero. Su relación profesional duraría hasta el final de la casa editora Bentley, cuando fue absorbida por Macmillan a finales de los años 1890. Para entonces, Rhoda había publicado 14 novelas a lo largo de un período de 30 años. Tras el fracaso de Alas!, Rhoda abandonó la forma de tres volúmenes, en la que se encontraba incómoda y creó novelas de un volumen. Esto la llevó a crear sus mejores obras, pero nunca se libró de su reputación de crear heroínas rápidas de fácil moral, lo que era cierto en sus primeras novelas, y por lo tanto se estableció la idea de que su obra era meramente ligera y sensacionalista.
Rhoda nunca se casó, y gran parte de su vida la pasó con su hermana Mrs. Eleanor Newcome hasta la muerte de esta última en Richmond en 1895. Sus últimos años los pasó en Headington Hill, cerca de Oxford donde murió el 5 de junio de 1920, a los 79 años de edad.

## Obras
- Not Wisely, But Too Well - (1867)
- Cometh Up As A Flower - (1867)
- Red as a Rose is She - (1870)
- Good-bye, Sweetheart! - (1872)
- Nancy - (1873)
- Tales for Christmas Eve - (1873); reeditada como Twilight Stories (1879)
- Joan - (1876)
- Second Thoughts - (1880)
- Belinda - (1883)
- Doctor Cupid - (1886)
- Alas! - (1890)
- A Widower Indeed (con Elizabeth Bisland) - (1891)
- Mrs. Bligh - (1892)
- A Beginner - (1893)
- Scylla or Charybdis? - (1895)
- Dear Faustina - (1897)
- The Game And The Candle - (1899)
- Foes In Law - (1900)
- Lavinia - (1902)
- A Waif's Progress - (1905)
- Mamma - (1908)
- The Devil and the Deep Sea - (1910)
- Between Two Stools - (1912)
- Concerning a Vow - (1914)
- A Thorn in the Flesh - (1917)
- A Fool in her Folly - (1920)